# توماس ان. هفرون
توماس ان. هفرون (انگلیسی: Thomas N. Heffron; ۱۳ ژوئن ۱۸۷۲ – ۲۴ مهٔ ۱۹۵۱) کارگردان، فیلم‌نامه‌نویس و هنرپیشه اهل ایالات متحده آمریکا بود.
وی کارگردان فیلم‌هایی همچون گرتنا گرین و حکومت اشرافی بوده است.